# Обер, Давид

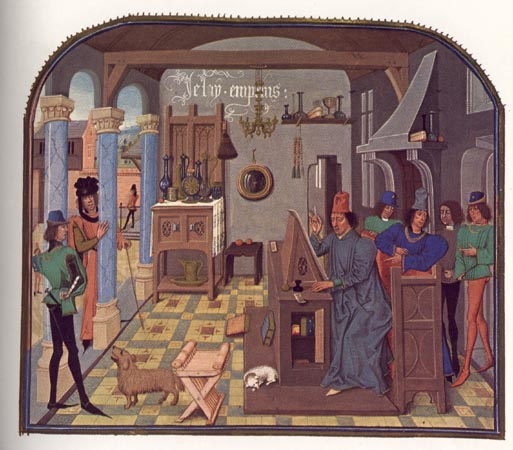
Карл Смелый и Давид Обер. Миниатюра Луазе Леде из «Истории Карла Мартелла», 1472 г.

Давид Обер (фр. David Aubert, до 1413, Кассель или Эден — 1479) — бургундский хронист, переводчик, переписчик и компилятор XV века.
Переписывал, переводил и адаптировал рыцарские романы, исторические сочинения, хроники и жития для герцогов Бургундии Филиппа Доброго, Карла Смелого, супруги последнего Маргариты Йоркской, а также для Антуана, Великого бастарда Бургундии и графа Филиппа де Круа.

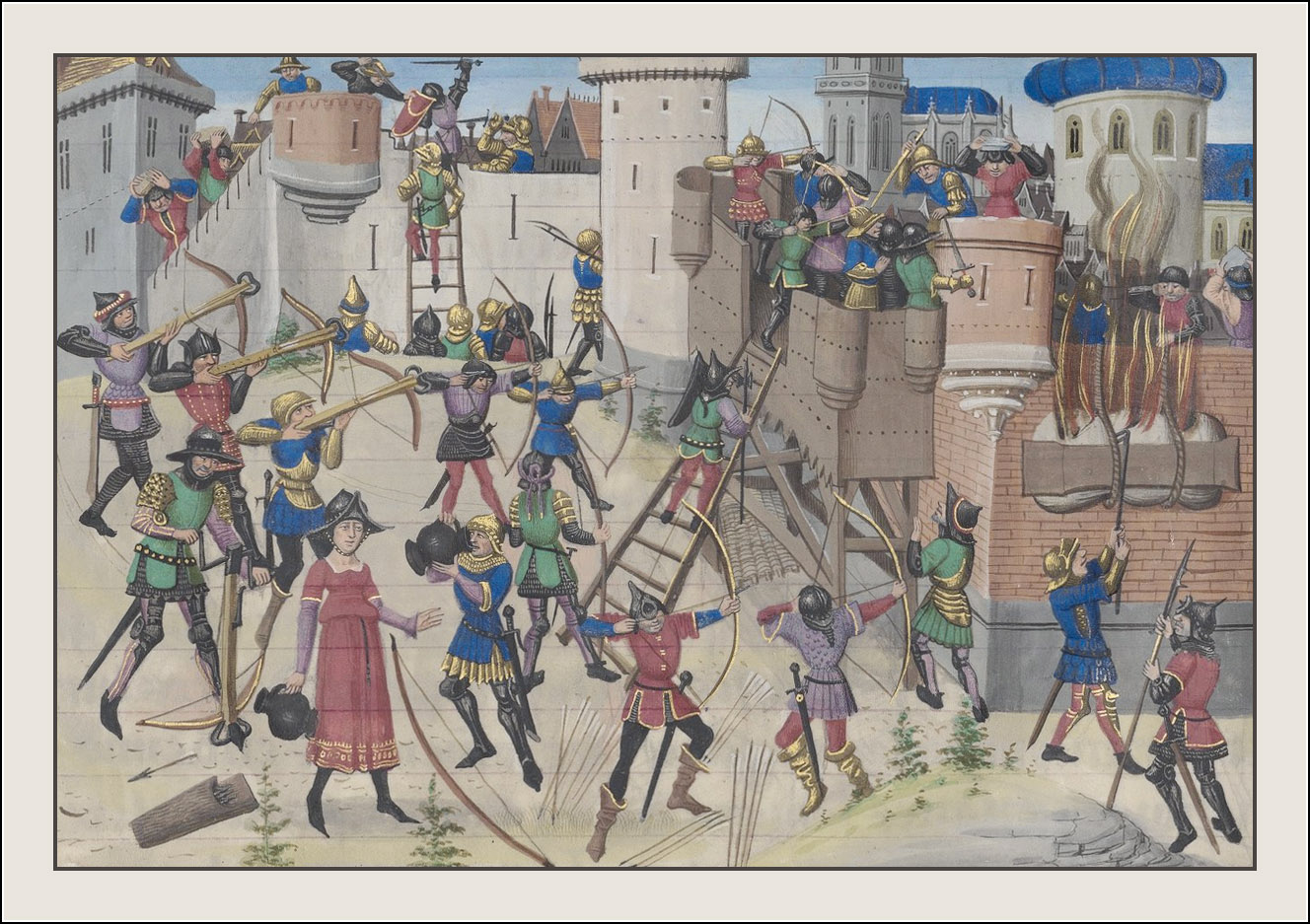
Осада Иерусалима (1187). Миниатюра из «Сокращения хроник» Давида Обера, 1462 г.

## Биография

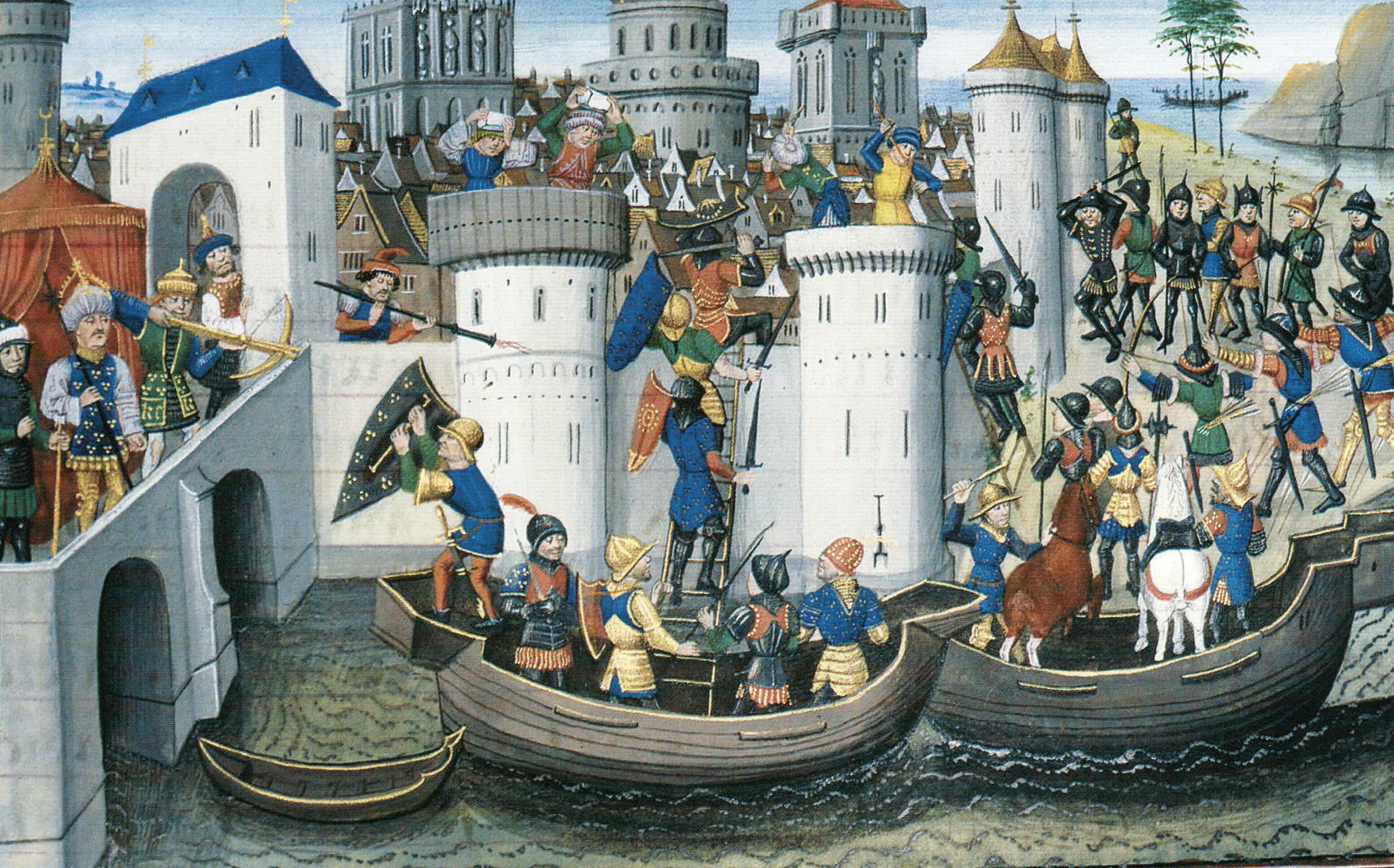
Осада Константинополя (1204). Миниатюра из «Хроники императоров» Давида Обера, 1470-е гг.

Родился около 1413 года в Касселе во Фландрии (совр. департамент Нор) или в Эдене в Артуа (совр. департамент Па-де-Кале), в семье герцогского каллиграфа Жана I Обера, ранее служившего счетоводом у графини Маргариты Фландрской, а в 1433 году упомянутого в документах в качестве аудитора счётной палаты г. Лилля.

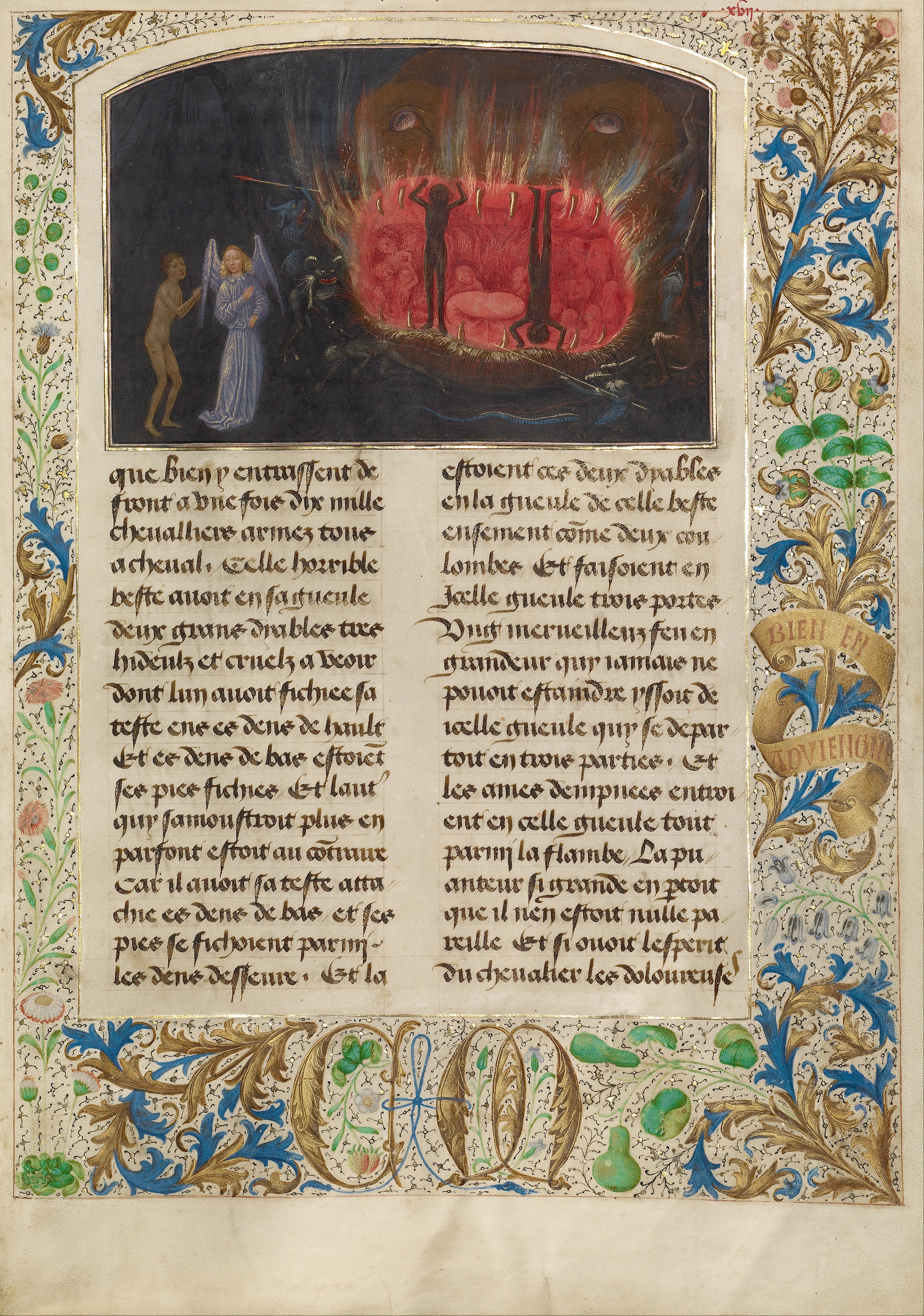
Чудовище Ахерон. Миниатюра Симона Мармиона из рукописи «Видения рыцаря Тондаля» Давида Обера, 1475 г.

Его брат Жан II Обер в 1440-х годах служил сборщиком налогов сначала в Понтье, а с 1454 года во всём графстве Эно, после чего стал советником герцога Бургундии Филиппа III, и составил ему протекцию при дворе последнего в Брюгге. Подобно Жану Оберу-старшему, он также занимался перепиской книг.
Сам Давид Обер впервые фигурирует в документе, датированном январём 1453 года, в качестве помощника сборщика налогов в Абвиле, центре графства Понтье. Не позже 1458 года он поступил на службу к советнику и дипломату Жану де Креки, по заказу которого начал работу над историей Карла Великого, но вскоре прервал её, устроившись при дворе Филиппа Доброго.  

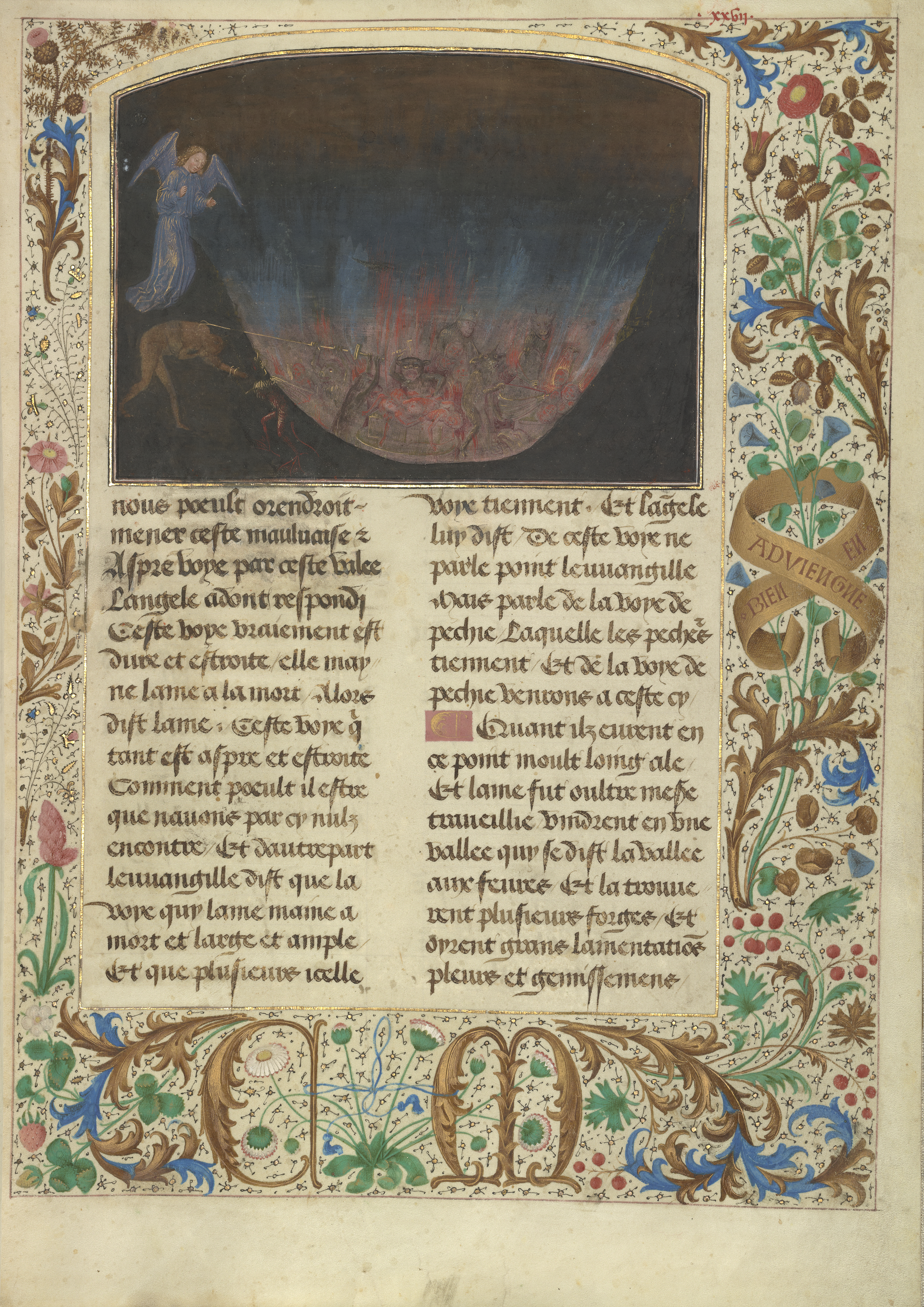
Мучения убийц в аду. Миниатюра Симона Мармиона из рукописи «Видения рыцаря Тондаля» Давида Обера, 1475 г.

В 1459—1462 годах он живёт и работает в Брюсселе, под 1463 годом упоминается в документах в качестве придворного писца, составив для герцога Филиппа отчёт о расходах его племянника Жака де Бурбона, после чего исполняет должность секретаря герцога вплоть до смерти его в 1467 году. 
В 1469 году назначен был новым герцогом Карлом Смелым смотрителем библиотеки покойного. В том же году вместе с придворным хранителем драгоценностей Жаком де Брежилем участвовал в составлении описи герцогского имущества в Лилле, получив за это щедрую награду.
С 1474 по 1477 год жил и работал в Генте. Умер после 1479 года, которым датируется самая поздняя из переписанных им рукописей.

## Сочинения
Подобно своим издателям-современникам Жану Мело и Кола Мансиону, создал при бургундском дворе скрипторий и мастерскую для переписки и иллюминирования манускриптов для придворных библиофилов, в том числе самих герцогов Филиппа Доброго и Карла Смелого, их вышеназванного советника Жана де Креки, камергера Антуана I де Круа и др., действовавшие в 1456—1479 годах.
До сих пор точно не установлено, переписывал ли, переводил и компилировал Обер все рукописи, которые ему заказывали, самолично, или же он пользовался трудом наёмных мастеров.
По личному заказу Филиппа Доброго и его сына Карла он переписал и иллюминировал романы «Деяния короля Персефореста и рыцарей Вольного Чертога» (1460) и «Рено де Монтобан» (1462), а также «Утешение философией» Боэция (1476). Его манускрипт «Видения рыцаря Тондаля» (1475) иллюминирован для супруги Карла Маргариты Йоркской известным художником-миниатюристом Симоном Мармионом. Только для третьей жены Карла Маргариты Йоркской он переписал 8 рукописей. 
Составил также компилятивные хроники: «Хронику и походы Карла Великого» (1458, включает легенду о рыцаре-сарацине Фьерабрасе), «Хроники Нормандии» (1459), «Хронику императоров» (1462), «Историю Карла Мартелла» (1463—1465) и др. В качестве основных источников использовал «Большие французские хроники», иногда переписывая их дословно, а также сочинения Продолжателя Фредегара, Эйнгарда и Псевдо-Турпина (Pseudo-Turpin). Пользовался, по его собственным словам, также книгами из библиотеки Сен-Дени, часто не указывая в своих трудах их названия и имена авторов. 
Всего рукой Давида Обера подписаны 43 сохранившиеся рукописи, датированные между 1453 и 1479 годами, и ещё 27 ему приписываются. Наиболее полными коллекциями манускриптов обладают Национальная библиотека Франции (Париж), Королевская библиотека Бельгии (Брюссель), Музей Гетти (Лос-Анджелес) и муниципальная библиотека Валансьена.

## Список сочинений
- «Хроника и походы Карла Великого» (фр. Chronique et conquestes de Charlemaine, 1458), Королевская библиотека Бельгии.
- «Хроники Нормандии» (фр. Chroniques Normandes, 1459), Национальная библиотека Франции.
- «Деяния короля Персефореста и рыцарей Вольного Чертога» (фр. La tres elegante, delicieuse, melliflue et tres plaisante histoire du tres noble victorieux et excellentissime roy Perceforest, 1459—1460), Национальная библиотека Франции.
- «Триумф дам» (фр. Triomphe des Dames, 1460), Королевская библиотека Бельгии.
- «Жизнь Христа» (фр. Vita Christi, 1461), Королевская библиотека Бельгии.
- «Древо битв» (фр. Arbre des Batailles, 1461), Королевская библиотека Бельгии.
- «Здесь говорится» (фр. Ci nous dit, 1462), Королевская библиотека Бельгии.
- «Зерцало смирения» (фр. Miroir d'humilité, 1462), Национальная библиотека Испании (Мадрид).
- «Труды Жана Жерсона» (фр. Oeuvres de Jean Gerson, 1462), Муниципальная библиотека Валансьена.
- «Видение души Гюи дю Тюрно» (фр. La Vision de l'âme de Guy de Thurno, 1462), Музей Гетти.
- «Хроника Бодуэна д'Авена» (фр. Chronique de Baudouin d'Avesnes, 1462), Национальная библиотека Франции.
- «Рено де Монтобан» (фр. Renaud de Montauban, 1462), Национальная библиотека Франции.
- «Сокращение хроник со времён Ирода Антипы, гонителя христианства, и заканчивающихся годом от Воплощения Господня…» (фр. Croniques abregies commençans au temps de Herode Antipas, persecuteur de la chrestienté, et finissant l'an de grace mil IIc et LXXVI, 1462), Национальная библиотека Франции (быв. библиотека Арсенала).
- «Хроника императоров» (фр. La chronique des empereurs, 1462), Национальная библиотека Франции.
- «История королей» (фр. L'istoire royale, 1463), Национальная библиотека Франции.
- «Жиль де Тразеньи» (фр. Gilles de Trazegnies, 1463), Архив Дюльмена (Северный Рейн-Вестфалия).
- «Чудеса Святого Юбера» (фр. Le miracle de Saint Hubert, 1463), Королевская национальная библиотека Нидерландов (Гаага).
- «История Карла Мартелла» (фр. L'Histoire de Charles Martel, 1463—1465), Королевская библиотека Бельгии.
- «История Оливье Кастильского и Артура из Алгарве» (фр. L’histoire d’Olivier de Castille et Artus d’Algarbe, 1467), Национальная библиотека Франции.
- «Ромулеон» (фр. Romuleon, 1468), Библиотека Лауренциана (Флоренция).
- «Краткая Иерусалимская хроника» (фр. Chronique Abregee de Jerusalem, 1462—1468), Австрийская национальная библиотека (Вена).
- «Видения рыцаря Тондаля»[англ.] (фр. Les Visions du chevalier Tondal, 1475), Музей Гетти[19][4].
- «Утешение философией Боэция» (фр. La Consolation de la philosophie de Boèce, 1476), библиотека Йенского университета.

## Публикации
- David Aubert. Chroniques et Conquestes de Charlemaine, publiées par Robert Guiette, deux tomes. — Bruxelles, 1940—1951.
- David Aubert. Guerin le Loherain. Édition critique et commentaire par Valérie Naudet de la prose de David Aubert extraite des Histoires de Charles Martel (manuscrit 7 de la Bibliothèque royale de Belgique). — Aix-en-Provence: Publications de l’Université de Provence, 2005. — 503 p.
- La Vision de Tondale. Les versions françaises de Jean de Vignay, David Aubert, Regnaud le Queux, éditées par Mattia Cavagna. — Paris: Champion, 2008. — 352 p. — (Les classiques français du Moyen Âge, 159).
- Dockx Justine. Anseÿs de Gascogne. Édition critique et étude de la seconde partie de la mise en prose copiée par David Aubert (à partir du f° 320 r°), d’après le manuscrit 9 (Bruxelles, KBR). — Université de Valenciennes et du Hainaut-Cambrésis, 2017. — 483 p.